# 존 세인트 엘우드
존 세인트 엘우드(Jon St. Elwood, 1952년 10월 24일 ~ )는 미국의 배우, 시인, 텔레비전 배우이다.
로스앤젤레스에서 태어났다.

## 영화
- 리포 맨 (1984년)
- 어게인스트 (1984년)
- 더 영 앤 더 레스트리스 (1973년)